# Джалеби
Джалеби — десерт, популярный в Индии, на Ближнем Востоке и в Северной Африке. Представляет собой нити из теста, приготовленного из пшеничной муки тонкого помола, жаренные во фритюре из гхи и политые сахарным сиропом (нередко также розовой водой или соком лимона).
Джалеби может подаваться горячим или холодным. Его поверхность карамелизирована, что положительно влияет на вкус.
Аналогами джалеби по способу приготовления являются испанские чуррос (испанская кухня в своё время испытала сильное арабское влияние), а также тюркский десерт чак-чак, и распространённые во многих странах, включая Россию, хворост и муравейник. В российских текстах джалеби иногда сравнивают с пончиками, однако пончик, даже в российском варианте — это пирожок без начинки, целиком пожаренный во фритюре, тогда как при приготовлении блюд типа джалеби тесто тонкими струями наливают во фритюр (собственно джалеби, чуррос, имарти) или бросают туда небольшими кусками (хворост).

## История и современность
Родиной джалеби считается Ближний Восток, вероятно само это слово является адаптацией персидского «залибия» или арабского «залабия». В XIII веке Магомет-бен-Хасан-аль-Багдади уже упоминает рецепт джалеби в своей поваренной книге. К XV веку джалеби вместе с захватчиками-персами проникло в Индию, где, впрочем, уже имелся очень сходный десерт — имарти.
Для придания джалеби дополнительных оттенков вкуса в Иране к ним иногда добавляется шафран, а в Индии — кевра (пандановая вода). В Индии джалеби также нередко подают с рабри — индийским аналогом сгущённого молока.
У арабов-христиан это традиционное угощение на праздник Крещения, у мусульман Ирана их подают нищим в Рамадан и употребляют на праздники. В Афганистане их едят зимой с рыбой.
Сегодня джалеби нередко продаются на базарах и у уличных торговцев от Марокко до Бангладеш, зачастую готовятся прямо при покупателях. Джалеби посвящены песни, звучащие в нескольких болливудских фильмах и композиция лондонского музыканта Four Tet.

## Галерея

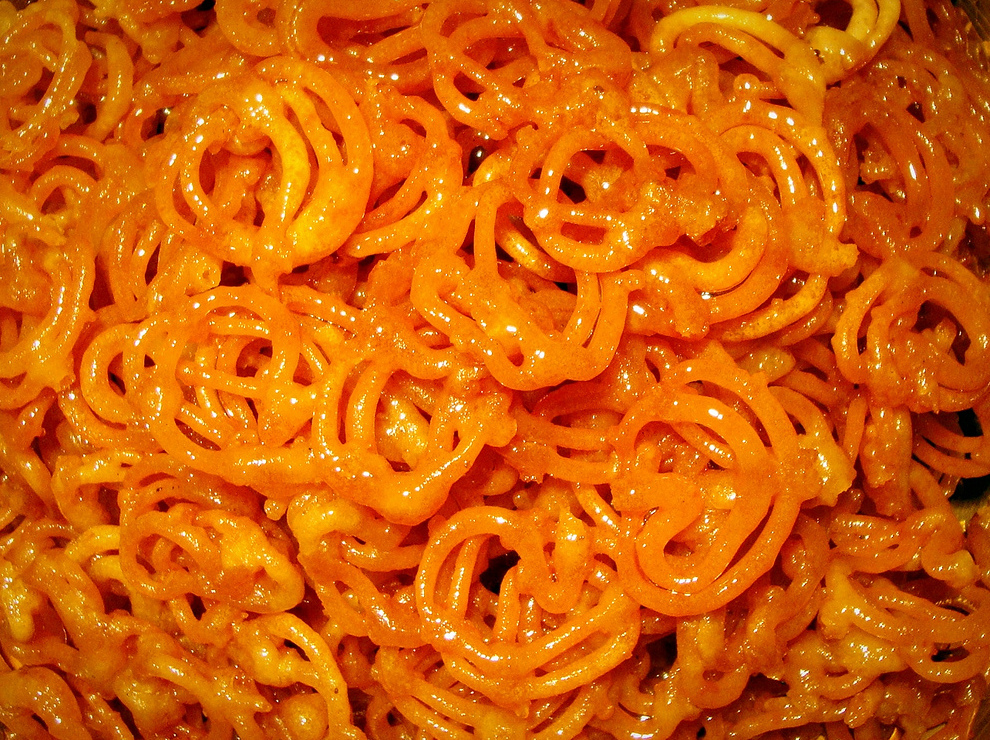
Готовые джалеби
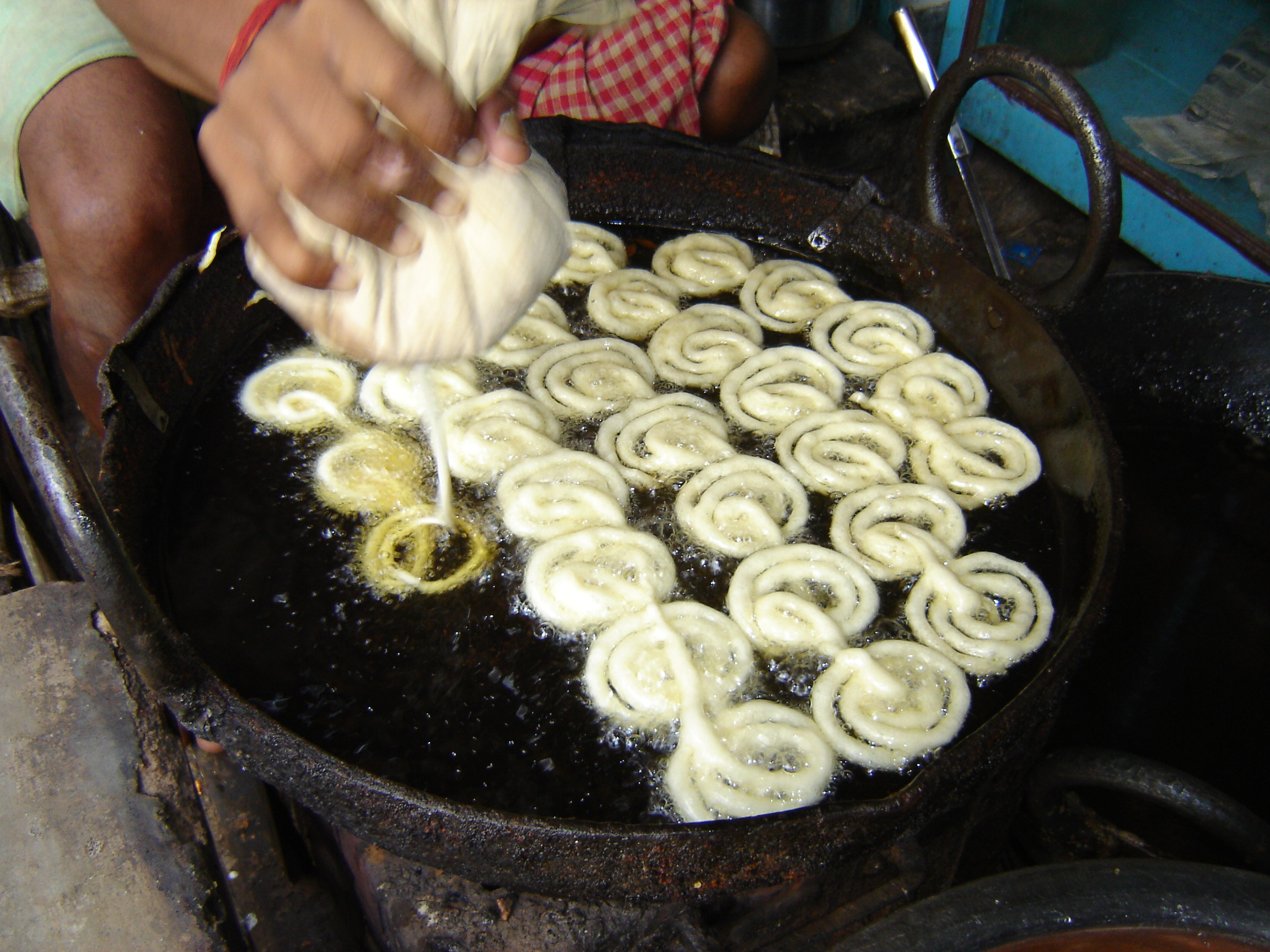
Процесс приготовления джалеби, Западная Бенгалия.
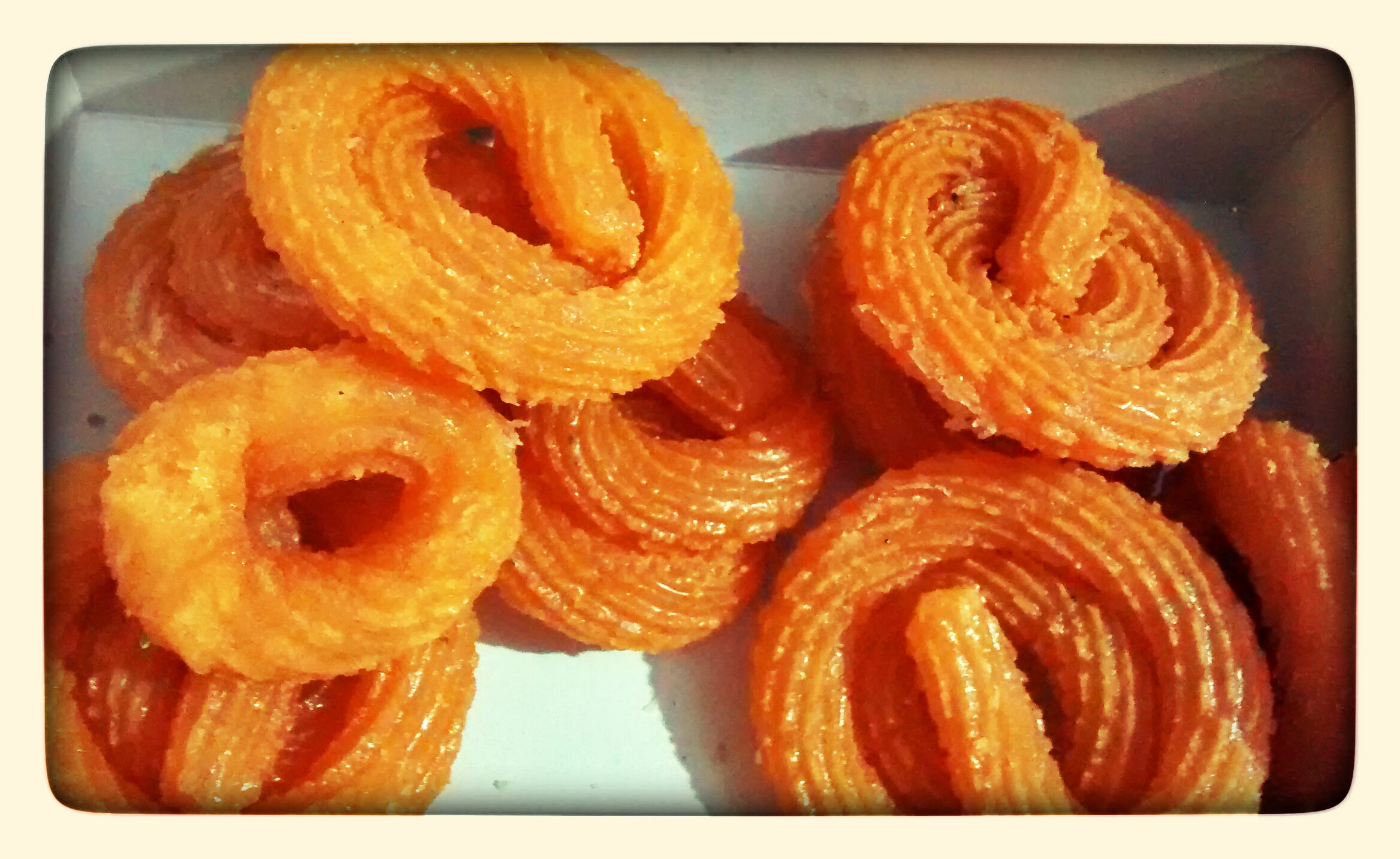
Индийский десерт имарти отличается большей толщиной полосок теста.
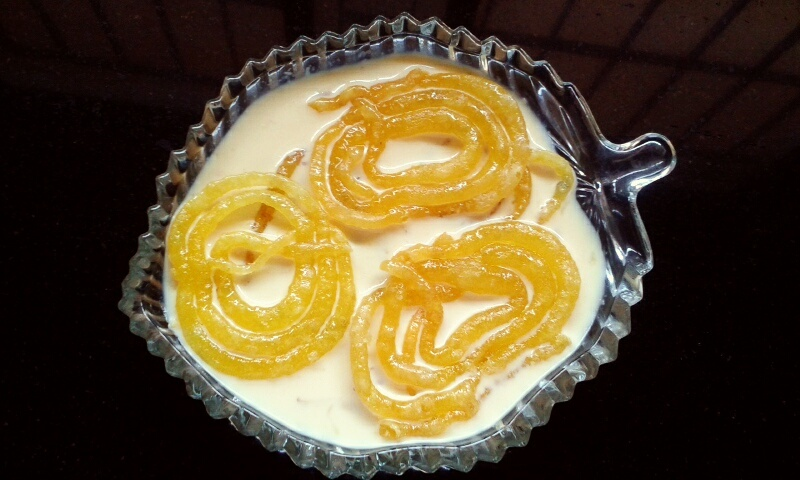
Джалеби, поданные с рабри.